# پاپیامنتو
پاپیامنتو زبان اسپانیولی سیاهپوستان جزایر کوراسائو و اروبا که با زبان هلندی و پرتغالی آمیخته است.